# Hermann Schuldt
Johann Wilhelm Hermann Schuldt (* 23. Juni 1896 in Alt-Karstädt; † 30. Januar 1980 in Tessin (bei Rostock)) war ein deutscher Politiker (USPD, KPD, SED).

## Leben und Wirken
Schuldt wurde als Sohn eines Forstarbeiters geboren. Nach dem Besuch der Dorfschule in Alt-Karstädt wurde er zum Landarbeiter ausgebildet.
1918 ließ er sich in dem mecklenburgischen Dorf Techentin nieder. Seinen Lebensunterhalt verdiente er in den folgenden Jahren als Amtsvertreter des Amtes von Ludwigslust. 1920 schloss Schuldt sich der Unabhängigen Sozialdemokratischen Partei Deutschlands (USPD) an. Im selben Jahr beteiligte er sich an der Bekämpfung des Kapp-Lüttwitz-Putsches. 1923 wechselte er in die Kommunistische Partei Deutschlands (KPD). In den folgenden Jahren engagierte Schuldt sich vor allem in der Interessenvertretung von Landarbeitern und organisierte Streiks.
Im September 1930 wurde Schuldt als Kandidat seiner Partei für den Wahlkreis 35 (Mecklenburg) in den Reichstag gewählt, dem er zunächst bis zum Juli 1932 angehörte. Nach einer halbjährigen Abwesenheit aus dem Parlament konnte er im November 1932 in den Reichstag zurückkehren, dem er nun bis zu den Märzwahlen des Jahres 1933 angehörte. Daneben war er in der Bezirksleitung der KPD tätig.
Nach der Machtergreifung der Nationalsozialisten ging Schuldt in den Untergrund. Obwohl man ein Kopfgeld von 10.000 RM auf ihn aussetzte, konnte er 1934 nach Prag fliehen. 1935 ging Schuldt in die Sowjetunion. Er bekam den Decknamen „Willy Schwarz“. Seine Familie in Techentin erlebte über 100 Hausdurchsuchungen durch die Gestapo. Von 1937 bis 1938 nahm er als Mitglied der Internationalen Brigaden am Spanischen Bürgerkrieg teil. Im Herbst 1938 kam er nach Dänemark, wo er die Leitung der dortigen Emigrantengruppe der KPD übernahm. Nach dem deutschen Einmarsch in Dänemark wurde Schuldt am 1. Juli 1940 festgenommen und 1941 nach Deutschland ausgeliefert. Am 11. November 1941 wurde er vom Volksgerichtshof wegen „versuchten Hochverrats“ zu sieben Jahren Zuchthaus verurteilt. In den folgenden Jahren wurde er in den Zuchthäusern Schwerin, Hamburg, Berlin-Moabit, Bützow-Dreibergen, Bremen und Waldheim gefangen gehalten. Aus dem zuletzt genannten wurde Schuldt 1945, kurz vor seiner geplanten Exekution, von der Roten Armee befreit.
Nach dem Krieg wurde Schuldt im Mai 1945 Landrat des Kreises Ludwigslust. Zugleich war er Sekretär der KPD, seit April 1946 der SED in Ludwigslust. Im Februar 1950 wurde er zur Deutschen Volkspolizei delegiert und als Nachfolger von Josef Schütz zum Chefinspekteur und Leiter der Hauptabteilung Grenzpolizei ernannt. Im August 1950 erfolgte wegen "unmoralischen Verhaltens" seine Abberufung aus der Funktion und Bestrafung mit einer "Rüge". Zur "Bewährung" wurde er als Leiter einer Maschinen-Traktoren-Station in den Kreis Bautzen geschickt. Von August 1952 bis Juni 1960 war er Sekretär für Landwirtschaft in der SED-Bezirksleitung Rostock. Seine Parteistrafe wurde 1954 gelöscht. Von 1960 bis 1969 war er Vorsitzender der Bezirksparteikontrollkommission Rostock der SED. Anschließend blieb er bis zu seinem Tod 1980 Mitglied der SED-Bezirksleitung und lebte zuletzt als Parteiveteran in Rostock.
Im Deutschen Bundestag forderte Gregor Gysi am 21. September 2006, das Engagement von Spanienkämpfern wie Schuldt und anderen zu würdigen.

## Privates
1919 heiratete er Wilhelmine „Minna“ Düwel (1898–1982), mit der er zwei Söhne hatte.

## Auszeichnungen und Ehrungen
- 1955 Vaterländischer Verdienstorden in Bronze
- 1956 Hans-Beimler-Medaille
- 1961 Vaterländischer Verdienstorden in Silber
- 1965 Vaterländischer Verdienstorden in Gold
- 1966 Karl-Marx-Orden
- Ehrenspange zum Vaterländischen Verdienstorden in Gold
- 1976 Orden "Stern der Völkerfreundschaft" in Gold
- 1966 wurde ihm die Ehrenbürgerschaft der Stadt Ludwigslust und 1976 die Ehrenbürgerschaft der Stadt Rostock verliehen (1990 aberkannt).

1983 wurde die Raketenabteilung 8 der NVA nach Hermann Schuldt benannt. Die nach ihm benannte Hermann-Schuldt-Straße in Rostock wurde nach 1990 in Lorenzstraße umbenannt.